# Gebersdorf (Dahme/Mark)
Gebersdorf è una frazione della città tedesca di Dahme/Mark.

## Storia
Il comune di Gebersdorf venne aggregato il 31 dicembre 2001 alla città di Dahme/Mark.